# Ausweichsitz der Landeszentralbank NRW
Der Ausweichsitz der Landeszentralbank NRW war ein geheimer Atombunker in Satzvey, einem Stadtteil von Mechernich im Nordrhein-Westfälischen Kreis Euskirchen. Bei einem Atomkrieg sollten darin der Vorstand der Landeszentralbank (LZB) und bestimmte Bankexperten Schutz suchen und die Bankgeschäfte weiterführen. Im Vollschutz wäre ein autarkes Überleben der Personen von 30 Tagen möglich gewesen.

## Geschichte
Im Kalten Krieg richtete die Landeszentralbank Nordrhein-Westfalen ihren verbunkerten Ausweichsitz unter der heutigen Waldorfschule am Veybach (damals Mittelpunktschule) ein. Die Bauarbeiten dauerten von 1965 bis 1969. Die Erstbelegung erfolgte 1970 zur Erprobung der Bunkertechnik. Zur Geheimhaltung bekam das Projekt den Decknamen Sonderdepot Düsseldorf II in Steinfurt in der Eifel. Den Ort Steinfurt gab es jedoch in der Eifel gar nicht.
Von Satzvey aus sollte der aus Düsseldorf evakuierte Führungsstab der LZB den reibungslosen Geld- und Kapitalverkehr in Nordrhein-Westfalen zu den damals befürchteten Kriegszeiten aufrechterhalten. Im Bunker, der streng geheim war, gab es sogar einen Tresorraum, in dieser Wertkammer sollten Geldbestände und „Sonderwerte“ gelagert werden unter anderem die sogenannte Ersatzwährung BBk II, die jedoch niemals in Satzvey eingelagert wurde. Die Ersatzwährung lagerte in der Frankfurter Hauptverwaltung der Bundesbank und in Cochem in einem Atombunker. Nach Beendigung des Kalten Krieges wurden die Scheine restlos vernichtet.
Ein Problem war die Öffnung der 6 Tonnen schweren Tresorbunkertür zur Tresorkammer. Es gab weder eine Zahlenkombination noch die beiden notwendigen Schlüssel. Die Tresortüre konnte mit Unterstützung von Galileo/Pro Sieben geöffnet werden.
Der Ausweichsitz der LZB hatte eine Grundfläche von 2500 m² auf zwei Etagen. Er hatte 72 Zimmer und 107 Betten. Der Bunker wurde 1990 der Stadt Mechernich übergeben. Er war 20 Jahre verschlossen und durch Wassereinbrüche auch nicht zugänglich. 1989 fanden in dem Bunker die letzten Übungen statt. Er wurde 1990 aufgegeben. 
Seit Mai 2012 kann die Anlage als Teil der „Bunker-Dokumentationsstätten“ besichtigt werden.

## Galerie

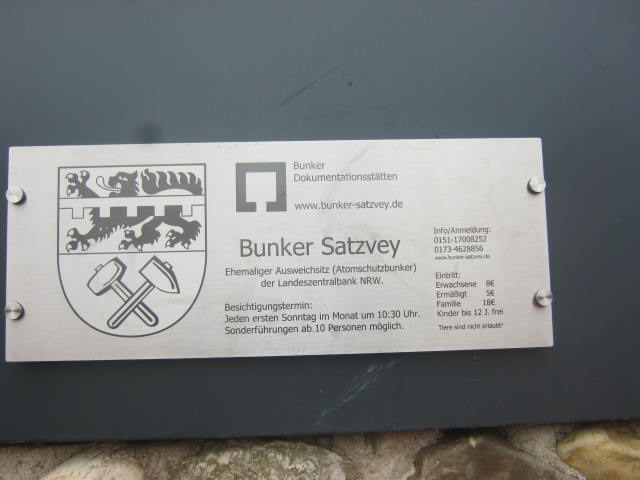
Schild am Eingang
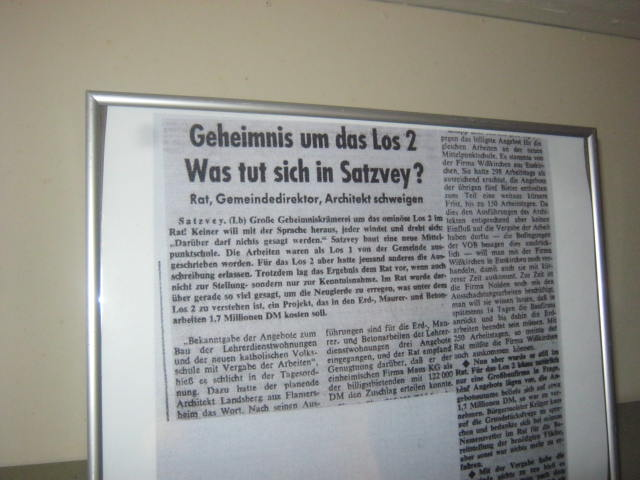
Presseartikel
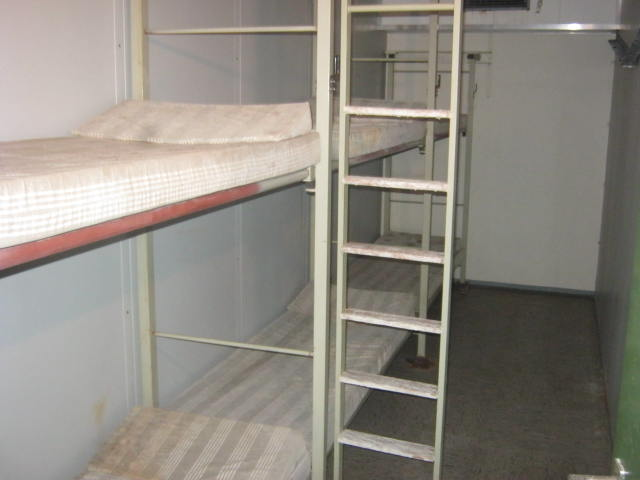
Schlafraum
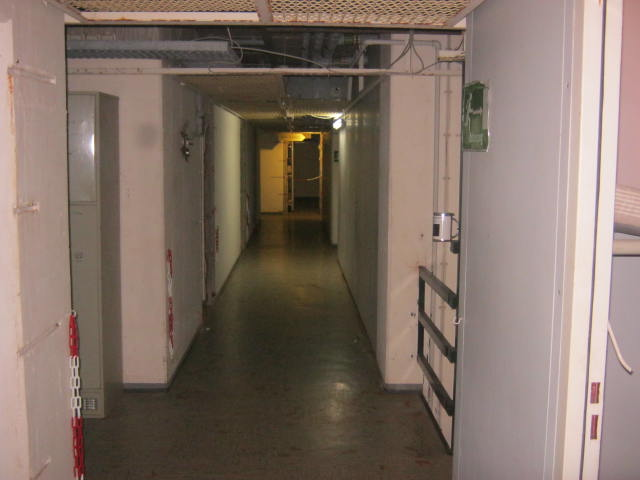
Bunkerflur
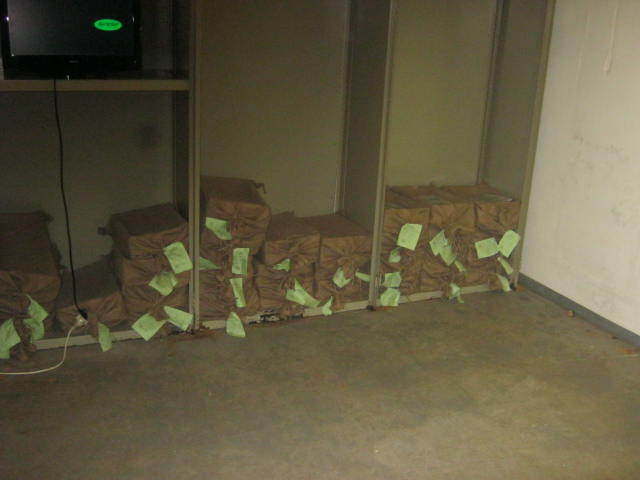
Lagerung der Ersatzwährung

## Belege
1. ↑  C. Lubbe: Das Sonderbauwerk der Landeszentralbank NRW. In: geschichtsspuren.de. Abgerufen am 9. August 2015.
2. ↑  https://www.bundesbank-bunker.de/
3. ↑  Die Öffnung der Tresortür (Pro7)

Koordinaten: 50° 37′ 12,3″ N, 6° 41′ 54,7″ O